# Liste von Gänserassen
Diese Liste von Gänserassen verzeichnet Namen verschiedener Rassen der Haus- und Höckergänse. Dabei können gleiche Rassen mehrfach erscheinen, wenn sie unter unterschiedlichen Namen bekannt sind.
Ist die Rasse im Europäischen Verband für Geflügel-, Tauben-, Vogel-, Kaninchen- und Caviazucht (EE) anerkannt, folgt das Länderkennzeichen des Herkunftslandes. Alle im Bund Deutscher Rassegeflügelzüchter (BDRG) anerkannten Rassen, sind im Rassegeflügelstandard für Europa beschrieben und werden von allen Mitgliedsverbänden des Entente Européenne, wie dem Rassezuchtverband Österreichischer Kleintierzüchter (RÖK) und dem Schweizer Rassegeflügelzuchtverband (SRGV), anerkannt. Rassen, die im Europastandard beschrieben, also einen europaweit anerkannt Rassestandard besitzen, werden zusätzlich mit dem Kürzel „EE“ gekennzeichnet.
Darüber hinaus werden seltene Rassen, die eine besondere Förderung durch den Europaverband bei Europaschauen und internationalen Schauen erhalten, sowie durch die Vielfältige Initiative zur Erhaltung alter und gefährdeter Haustierrassen (VIEH) und/oder der Gesellschaft zur Erhaltung alter und gefährdeter Haustierrassen (GEH) als in ihrem Bestand gefährdet eingestufte Rassen gekennzeichnet.

## A

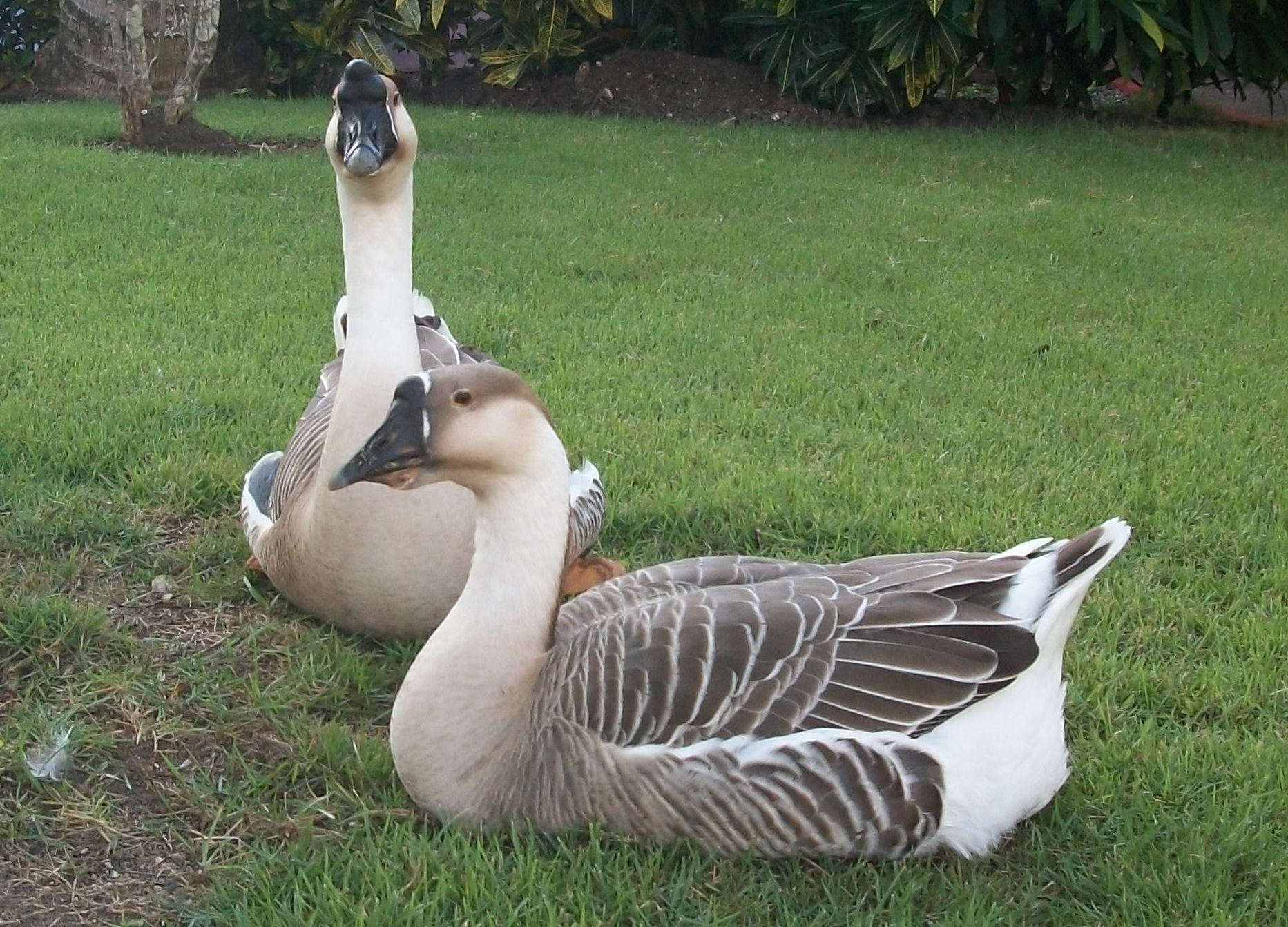
Afrikanische Höckergänse

- Afrikanische Höckergans (GB, EE), seltene Rasse,[1]
- Amerikanische Gans

## B
- Baskische Gans (E)
- Bayerische Landgans, gefährdete Nutztierrasse,[2][3] ohne Rassestandard, siehe auch: Fränkische Landgans
- Böhmische Gans (D, EE), bis 2009 als „Tschechische Gans“ im Standard des BDRG
- Bourbonnaiser Gans (F, Blanche du Bourbonnais), seltene Rasse,[1] auch bekannt als „Weiße Bourbonnais“
- Brecon Gans (GB), seltene Rasse[1]

## C
- Celler Gans (D, EE), seltene Rasse[1]
- Cholmogory Gans (RU, Холмогорская), Höckergans[4][5][6] (russisch Холмогорская)

## D

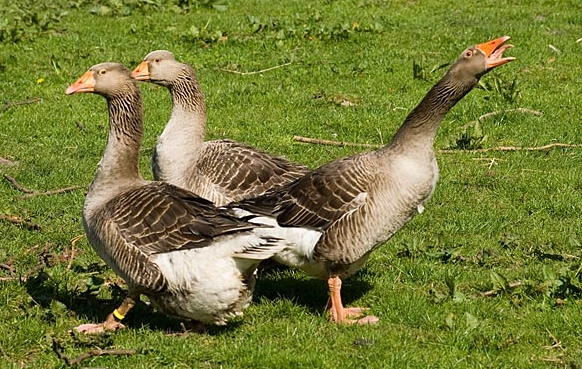
Dänische Gänse

- Dänische Gans (DK, Danske gæs), gefährdete Nutztierrasse[7]
- Deutsche Legegans (D, EE), gefährdete Nutztierrasse[8][9]
- Diepholzer Gans (D, EE), gefährdete Nutztierrasse[10][11]
- Drautaler Gans (HR, Dravska guska)

## E
- Elsässer Gans (F, EE, Oie d'Alsace)
- Emdener Gans (D, EE), gefährdete Nutztierrasse[12][13]
- Empordagans (E, EE), seltene Rasse[1]
- Englische Lockengans (GB, Curly breasted Sebastopol)
- Englische Sattelrückengans, → Sattelrückengans

## F

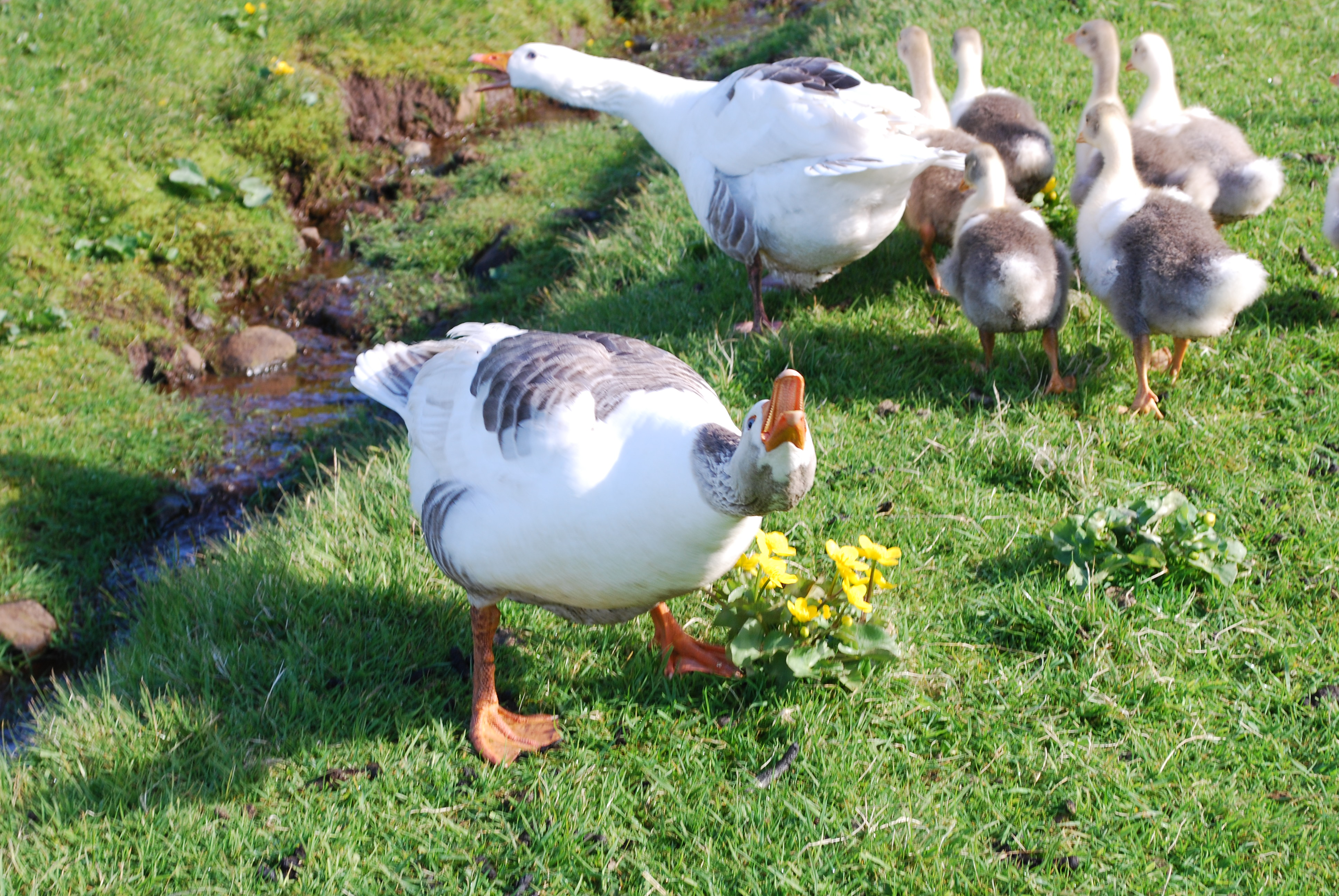
Faeroer Gänse

- Färösche Gans (DK), auch „Färöische Gans“
- Flamische Gans (B), gefährdete Nutztierrasse,[14] seltene Rasse[1]
- Fränkische Landgans (D, EE)

## H

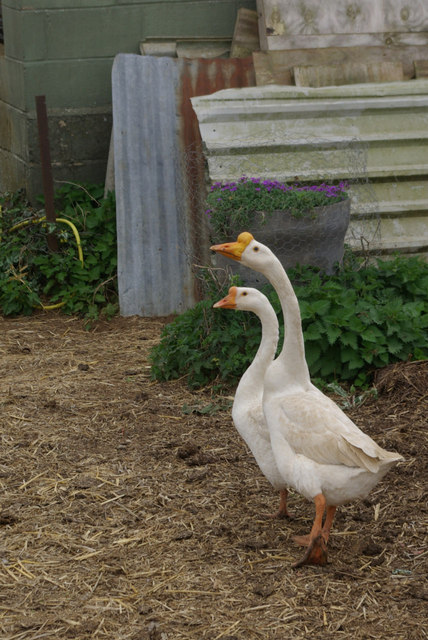
Weiße Höckergänse

- Höckergans (EE)
- Huoyan, chinesische Höckergans

## I
- Italienische Gans (I, Oca Italiano, englisch Tufted Roman)

## L
- Landes Gans (F, Oie des Landes), auch „Grise des Lande“
- Landgans mit Haube[15] (S, Lantgås m. Hätta)
- Leinegans, gefährdete Nutztierrasse,[16][17] ohne Rassestandard
- Lindagans, entspricht der weißen Afrikanischen Höckergans
- Lippegans (D, EE), gefährdete Nutztierrasse[18][19]
- Lockengans (D, EE), seltene Rasse[1]

## N
- Normandische Gans (F, Oie normande), seltene Rasse, auch bekannt als „Normannen Gans“[1]
- Norwegische Gans (N, Norske gæs), auch bekannt als „Nordische Gans“[20]

## O
- Oelandische Gans (S, Ölandsgås), gefährdete Nutztierrasse,[21] auch bekannt als „Ölandsgans“ und „Oeland-Gans“[22]

## P

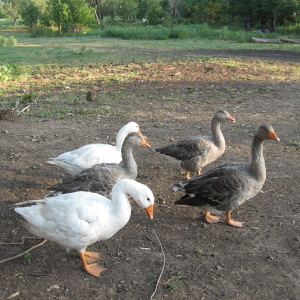
Pilgrimgänse

- Paduaner Gans (I), seltene Rasse,[1] auch bekannt als „Padaner Gans“[23]
- Pezzata Gans (I), seltene Rasse,[1] auch bekannt als „Venezianer Gans“
- Pilgrimgans (EE), seltene Rasse,[1] auch bekannt als „Pilgergans“
- Poitou Gans (F, Oie du Poitou), auch bekannt als „Weiße Poitou“ (Oie blanche du Poitou)
- Pommerngans (D, EE)

## R
- Rheinischer Vielleger (†)
- Romagna Gans (I), seltene Rasse[1]
- Romanische Gans (Romaanse gans, niederländisch)
- Russische Gans (RU, EE), auch bekannt als „Russengans“

## S
- Sattelrückengans (GB, Buff Back, Grey Back)
- Schonen Gans
- Shetlandgans
- Slowakische Gans
- Smålen Gans (S, Smålensgås)
- Steinbacher Kampfgans (D, EE)
- Skånegans, → Schonen Gans
- Suchaer Gans

## T
- Toulouser Gans
- Toulouser Gans, leichter Typ

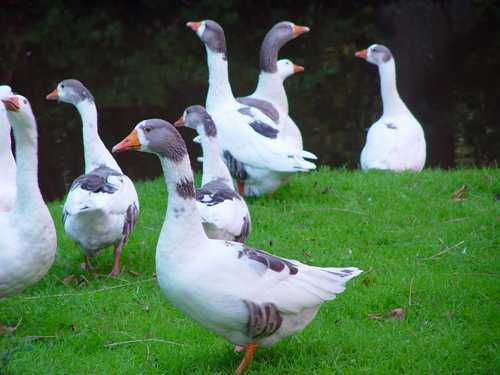
Twenter Landgans

- Tourainer Gans (F, Oie de Touraine)
- Tschechische Gans
- Tschechische Gans (D), seit 2009 als Böhmische Gans im Standard von BDRG und EE, wurde aus tschechischen Gänsen erzüchtet
- Tschechische Haubengans (CZ, České husy chocholaté)
- Tulaer Kampfgans (RU), seltene Rasse,[1]
- Twenter Landgans (NL), gefährdete Nutztierrasse,[24] seltene Rasse[1]

## V
- Veneto Gans (I), seltene Rasse,[1] auch bekannt als „Venezianer Gans“ und „Pezzata Gans“
- Vire und Ton Gans (B, Oie de la Vire et du Ton)

## W
- Weiße Bourbonnais (F, Blanche du Bourbonnais), → Bourbonnaiser Gans
- Weiße Poitou (F, Oie blanche du Poitou), → Poitougans
- Westenglische Gans (GB, West of England)

## Z
- Zwerggans (S, Dvärggås)[15]